# Radio button

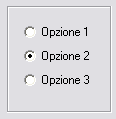
Un gruppo di radio button, con la seconda opzione selezionata

In informatica un radio button (anche option button oppure pulsante di opzione) è un controllo grafico che consente all'utente di effettuare una scelta singola esclusiva nell'ambito di un insieme predefinito di opzioni o possibili scelte. Il nome deriva dai pulsanti presenti sulle autoradio che permettono la scelta univoca tra stazioni radio preselezionate. 

## Descrizione
I radio button sono riuniti a gruppi di due o più e mostrati sullo schermo come dei cerchi che contengono spazi bianchi (quando non sono selezionati) o un punto (quando sono selezionati). Accanto ai radio button è solitamente mostrata una breve descrizione. Quando un utente seleziona un radio button, qualsiasi radio button precedentemente selezionato nello stesso gruppo diventa deselezionato. La selezione di un radio button avviene tramite un clic sul cerchio o sull'etichetta.
È possibile che inizialmente (installazione appena eseguita o eliminazione file di configurazione utente) nessuno dei radio button appartenenti ad un gruppo sia selezionato. Generalmente questo stato non può essere ripristinato tramite l'interazione con lo stesso controllo (ma potrebbe essere possibile tramite altri elementi dell'interfaccia o re-inizializzazione).

### Sintassi HTML
Nel linguaggio HTML il radio button è un sottoelemento del form ed ha la seguente sintassi: 
<form>...</form>
Crea il modulo dove all'interno è contenuto (annidati) i seguenti sottoelementi tra cui il radio button.
<method=post action=url>
L'attributo method specifica con il suo valore che i dati saranno inviati al server col metodo Post dell'HTTP puntando, tramite l'attributo action, alla rispettiva pagina di elaborazione di URL specificato; questo sottoelemento è tipicamente sempre presente.
<input type=radio />
Crea una casella di scelta di tipo radio button.

### Sintassi Java
In Java, il radio button dev'essere contenuto all'interno di un pannello, o direttamente nel ContentPane del JFrame:
```
public
 
class
 
MyFrame
 
extends
 
JFrame
{

	
public
 
MyFrame
(){

		
/* ... */

		
getContentPane
().
add
(
new
 
JRadioButton
(
"..."
));

		
/* ... */

	
}

}

```

Più radio button possono essere connessi fra loro in modo che la selezione dei bottoni sia mutuamente esclusiva:
```
public
 
class
 
MyFrame
 
extends
 
JFrame
{

	
JRadioButton
 
a
=
new
 
JRadioButton
(
"..."
);

	
JRadioButton
 
b
=
new
 
JRadioButton
(
"..."
);

	
JRadioButton
 
c
=
new
 
JRadioButton
(
"..."
);

	
public
 
MyFrame
(){

		
/* ... */

		
ButtonGroup
 
bg
=
new
 
ButtonGroup
();

		
bg
.
add
(
a
);

		
bg
.
add
(
b
);

		
bg
.
add
(
c
);

		
this
.
getContentPane
().
add
(
a
);

		
this
.
getContentPane
().
add
(
b
);

		
this
.
getContentPane
().
add
(
c
);

		
/* ... */

	
}

}

```